# Xã Cane Creek, Quận Butler, Missouri
Xã Cane Creek (tiếng Anh: Cane Creek Township) là một xã thuộc quận Butler, tiểu bang Missouri, Hoa Kỳ. Năm 2010, dân số của xã này là 468 người.